# علی مجبل فرطوس
علی مجبل فرطوس (انگلیسی: Ali Mejbel Fartoos؛ زادهٔ ۱۷ ژوئن ۱۹۸۲) یک ورزشکار اهل عراق است.

## باشگاهی
از باشگاه‌هایی که در آن بازی کرده‌است می‌توان به السیلیه، الوکره، الریان، العربی قطر، العربی قطر، الشمال اشاره کرد.

## تیم ملی
وی همچنین در تیم ملی فوتبال قطر بازی کرده است.